# Antoine Jeancourt-Galignani
Pour les articles homonymes, voir Galignani.
Antoine Jeancourt-Galignani est un dirigeant français de sociétés né le 12 janvier 1937 à Paris XVIIe et mort le 15 mai 2021 à Bastia.
Il est président des AGF de 1993 à 2001.
Il est décédé le 15 mai 2021.

## Biographie
Antoine Jeancourt-Galignani naît le 12 janvier 1937 dans le 17e arrondissement de Paris ; il est parfois surnommé « Jeancourt ». Ancien élève de l'École nationale d'administration (promotion Guy-Desbos, 1956), il est affecté à l'Inspection générale des finances, puis devient successivement directeur général adjoint du Crédit agricole, directeur général, puis président de la Banque de l'Indochine — rebaptisée Indosuez.
Durant ses études il est membre de la Conférence Olivaint.
En janvier 1994, il est nommé par le gouvernement président des AGF, pour mener à bien leur privatisation. Il est aussi amené à organiser la fusion avec Allianz ; il occupe cette fonction jusqu'en juin 2001. Il conserve alors toutefois la tête de Gecina.
Il est président du comité des rémunérations et des nominations de la Société générale au commencement de l'affaire Kerviel, en janvier 2008.
Il s'occupe ensuite de la librairie Galignani, fondée en 1801 rue Vivienne par son ancêtre Giovanni Antonio Galignani (1757-1821), ultérieurement transférée sous les arcades de la rue de Rivoli (no 224), dont il est propriétaire.
Enfin, il est président du conseil de surveillance d'Euro Disney jusqu'à sa démission en novembre 2012 — date à laquelle il estime devoir « passer la main ».

## Œuvres
- La Finance déboussolée, Paris, Odile Jacob, 2002, 249 p. (ISBN 978-2-7381-1086-2, BNF 38819418)

### Préface
- Marc Meuleau (préf. avec Maurice Lévy-Leboyer), Des pionniers en Extrême-Orient : histoire de la Banque de l'Indochine, 1875-1975, Paris, Fayard, 1990, 646 + 8 (ISBN 978-2-213-02520-9, BNF 35292519)